# Cinariop
El cinariop (Cynariops robustus) és una espècie extinta de sinàpsid del clade dels gorgonops que visqué al sud d'Àfrica durant el Permià. Se n'han trobat restes fòssils a Sud-àfrica. Es tracta de l'única espècie del gènere Cynariops, que durant força temps fou considerat sinònim de Scylacognathus. Era un dels gorgonops africans de morfologia més generalitzada. El nom genèric Cynariops significa ‘cara de cadell’, mentre que el nom específic robustus significa ‘robust’ en llatí.